# Heteropsis (djur)
Heteropsis är ett släkte av fjärilar. Heteropsis ingår i familjen praktfjärilar.
Kladogram enligt Catalogue of Life:
| Heteropsis | \| \| Heteropsis antsianakana \| \| \| \| \| \| Heteropsis drepana \| \| \| \| |
|            | \| \| Heteropsis antsianakana \| \| \| \| \| \| Heteropsis drepana \| \| \| \| |
|            | Heteropsis antsianakana                                                        |
|            |                                                                                |
|            | Heteropsis drepana                                                             |
|            |                                                                                |

## Bildgalleri

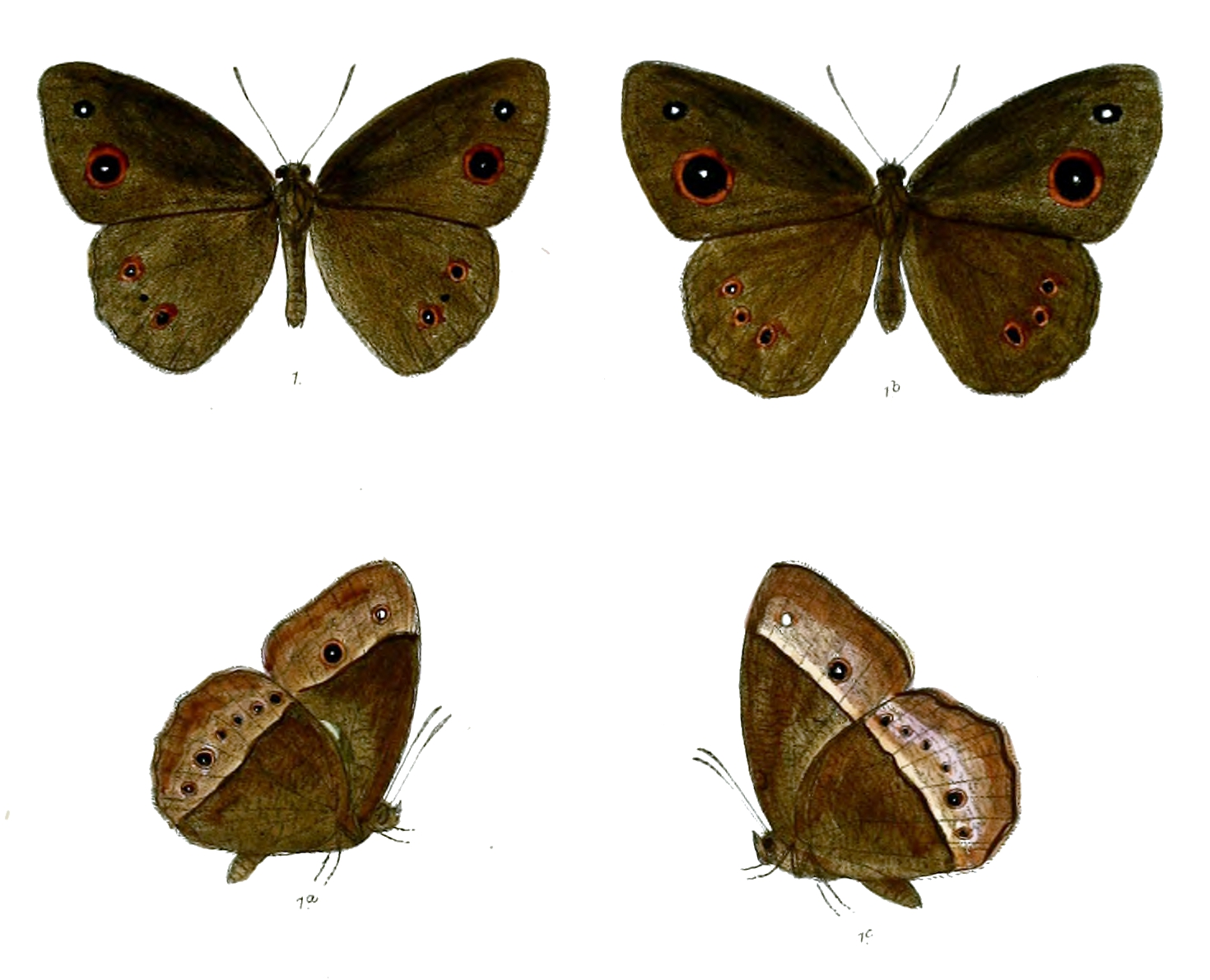
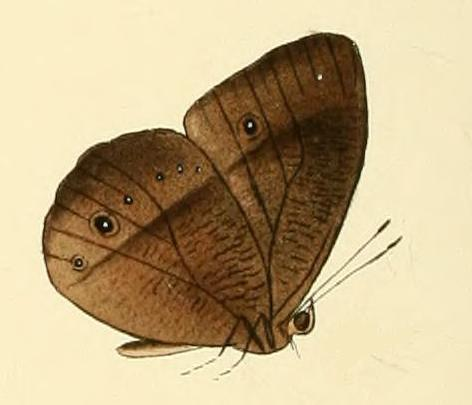
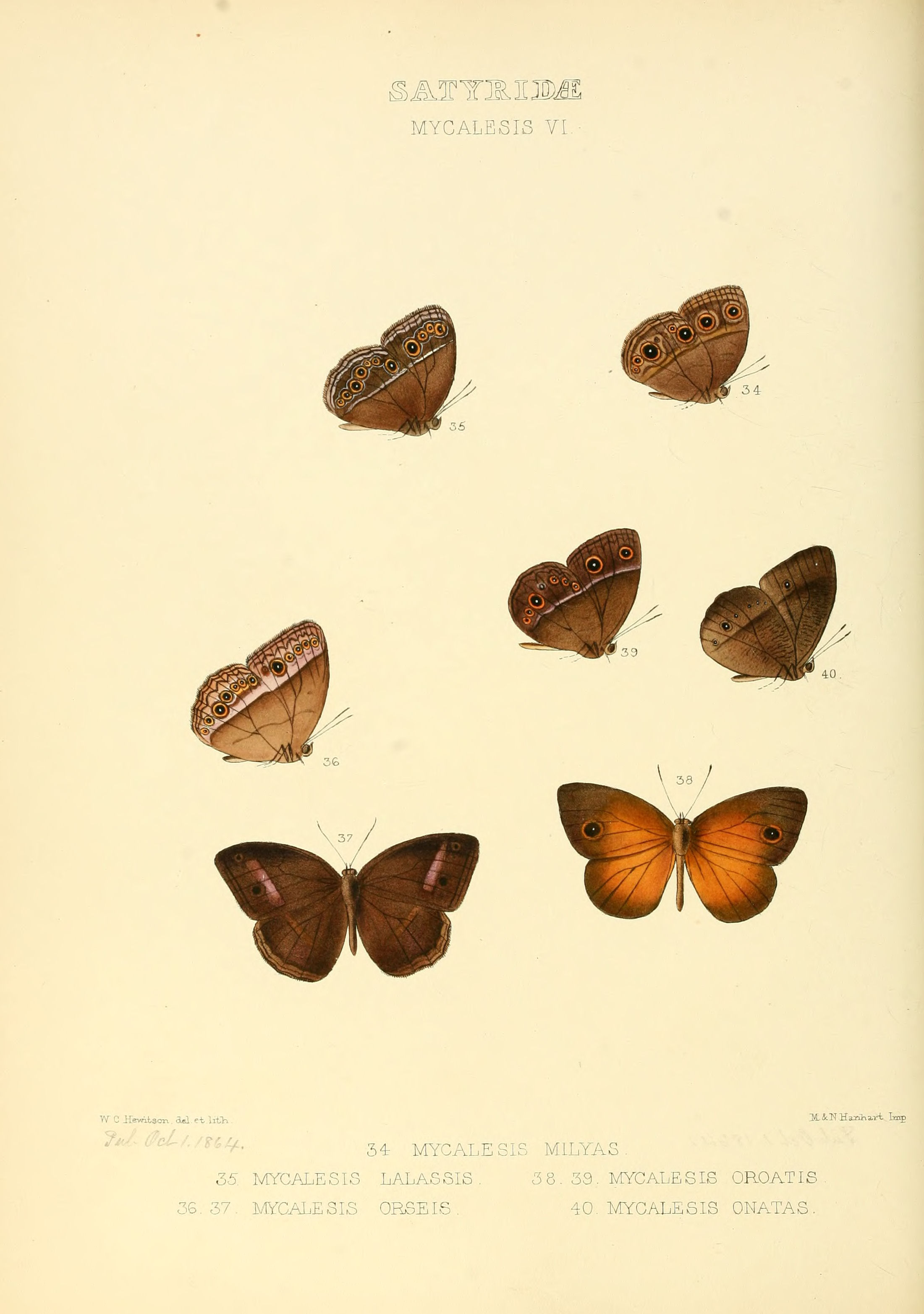
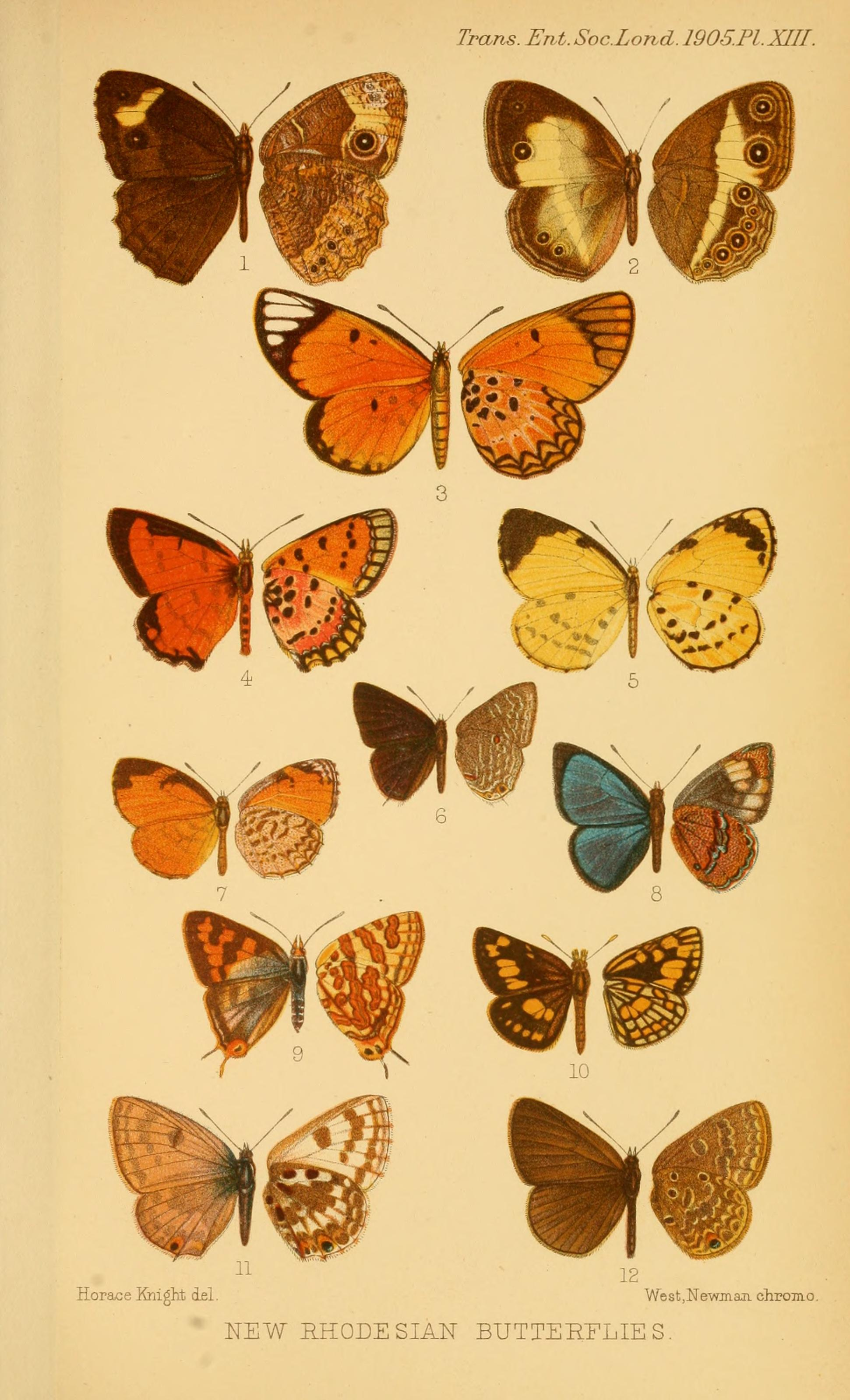
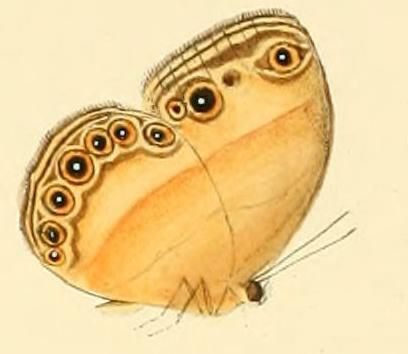
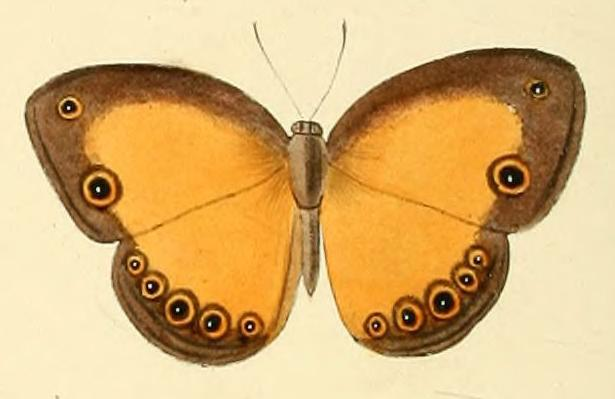